# Naoki Matsuda
Naoki Matsuda (Gunma, 14. ožujka 1977. – 4. kolovoza 2011.) japanski je nogometaš.

## Klupska karijera
Igrao je za: Yokohamu F. Marinos i Matsumoto Yamagu Fc.

## Reprezentativna karijera
Za japansku reprezentaciju igrao je od 2000. do 2005. godine. Za japansku reprezentaciju odigrao je 40 utakmica postigavši 1 pogodak.
S japanskom reprezentacijom Naoki Matsuda igrao je na jedan svjetska prvenstva (2002.) dok je 2000. i 2004. s Japanom osvojio AFC Azijski kup.

## Statistika
| Japan  | Japan | Japan |
| Godina | Nas.  | Gol.  |
| ------ | ----- | ----- |
| 2000.  | 14    | 0     |
| 2001.  | 10    | 0     |
| 2002.  | 12    | 0     |
| 2003.  | 0     | 0     |
| 2004.  | 3     | 0     |
| 2005.  | 1     | 1     |
| Ukupno | 40    | 1     |

## Vanjske poveznice
- National Football Teams
- Japan National Football Team Database